# Boaz Mauda
Pour les articles homonymes, voir Mauda.
Boaz Mauda (prononcé Bo'Az' Ma'uda) est un chanteur israélien, né le 23 avril 1987 à Elyakim (en). Il remporte la cinquième saison de Kokhav Nolad, version israélienne de Pop Idol en 2007. Il représente Israël à Belgrade pour le Concours Eurovision de la chanson 2008 où il termine neuvième.

## Biographie
Quelques mois avant Kokhav Nolad, Boaz est inconnu du milieu de la chanson. Un ami l'inscrit aux auditions de la cinquième saison de l'émission de télé-réalité. Durant les primes, il s'illustre dans des chansons de style mizrahi et acoustique. En finale, le 29 août 2007, face à Marina Maximillian Blumin et Shlomi Bar'el, il remporte le concours avec la moitié des votes du public. Dans la foulée, il signe un contrat avec le label Hed Artzi.
Le 14 novembre 2007, l’Israel Broadcasting Authority et Channel 2 annoncent que Boaz Mauda est choisi pour représenter Israël au Concours Eurovision de la chanson 2008 à Belgrade, en Serbie. En février 2008, sont diffusées cinq clips de chansons interprétées par Mauda, parmi lesquelles un jury professionnel et le public choisissent 'Ke'ilo kan' écrite par Dana International et composée par cette dernière et Shai Kerem. En demi-finale et en finale, sa prestation est marquée par une voix puissante et une mise en scène sobre du chanteur et d'un chœur de cinq artistes masculins. Il obtient la neuvième place.